# Aerodramus inquietus
Andorinhão-das-carolinas ou salangana-das-carolinas (Aerodramus inquietus) é uma espécie de andorinhão da família Apodidae.
É endémica da Micronésia.